# Ramon Andersson
Ramon Andersson (n. 20 martie 1963, Perth, Australia de Vest, Australia) este un caiacist ce a reprezentat Australia, medaliat olimpic. A participat la două ediții ale Jocurilor Olimpice (1992, 1996) în care a câștigat o medalie de bronz.